# Odio a Botero (álbum)
Odio a Botero es el homónimo álbum debut de la banda colombiana Odio a Botero, coproducido por Dilson díaz de la banda La Pestilencia, lanzado bajo el sello Sum records en el año 2003.
fue grabado en Bogotá, en los estudios groove music.
Es un álbum de 23 canciones que incluye un track oculto el cual es un cover del clásico de Led Zeppelin stairway to heaven pero en una versión reggae.
Todas las canciones son compuestas por Jaime Angarita y por René Segura
De este álbum fueron sencillos: Carta al niño dios, ¿Porqué corre el celador? y R.U.M.B.A
Fue calificado con 3 estrellas en la revista Rolling Stone Latinoamérica y ganador del premio Shock a mejor portada en ese mismo año.
En 2019 conmemorando los 15 años de su publicación se reeditó en una edición limitada en formato casete.